# Operation Tiderace
1941

Versenkung der Force Z 
1942

C –
Ironclad 
1944

Diplomat –
Cockpit –
Transom –
Councillor –
Pedal –
Crimson –
Banquet –
Light –
Millet –
Outflank –

ab 22. Nov. als British Pacific Fleet Robson 
1945

Lentil –
Meridian –
Suffice –
Stacey –
Transport –
Onboard –
Penzance –
Passbook –
Sunfish –
Bishop –
Dukedom –
Mitre –
Irregular –
Balsam –
Bedlam Green –
Collie –
Livery –
Jurist –
Tiderace
Die Operation Tiderace (Tide Race dt. wörtlich: Gezeitenrennen) war die Rückbesetzung der vormaligen britischen Kronkolonie Singapur (British Malaya) nach deren japanischen Eroberung im Jahr 1942. Sie fand nach der Kapitulation Japans im Pazifikkrieg ab dem 2. September 1945 statt.
Unter dem Kommando von Admiral Lord Louis Mountbatten, dem obersten alliierten Befehlshaber des Südostasienkommandos wurde die Operation Tiderace in Abstimmung mit der Operation Zipper initiiert, die die Befreiung Malayas beinhaltete.

## Vorgeschichte
Zu Beginn der Kriegshandlungen im Pazifik landeten die Streitkräfte des Japanischen Kaiserreiches am Morgen des 8. Dezember 1941 an der Küste der Malaiischen Halbinsel. In schnellem Tempo begannen sie die Einnahme des kompletten Gebiets und kontrollierten am 31. Januar 1942 die gesamte Halbinsel und standen vor Singapur.
Nach tagelangem Artilleriefeuer auf die Stadt setzten am Morgen des 8. Februar die ersten Landungsboote der Japaner zur Insel über. Trotz heftiger Gegenwehr der Alliierten konnte Singapur nicht von den Briten gehalten werden und General Percival ergab sich mit seinem Stab am 15. Februar den Japanern. Von da an stand die ehemalige britische Kronkolonie Singapur unter japanischer Herrschaft. Singapur diente als wichtiger Flottenstützpunkt bei der weiteren japanischen Invasion Südostasiens.

## Planung
Die Befreiung von Malaya und Singapur war ursprünglich als längerer Feldzug entlang der Malaiischen Halbinsel von Thailand aus geplant. Die dazu vorgesehene Operation Zipper wurde aber als zu aufwendig angesehen und daher nach der Kapitulation Japans abgesagt. Jedoch wurden wesentliche Elemente des Plans verwendet, um britische und indische Land- und Luftstreitkräfte ab dem 28. August 1945 in West-Malaya in der Nähe von Penang, Port Dickson und Port Swettenham einzusetzen.
Am 31. August befahl Mountbatten den Abzug britischer und indischer Truppen von Trincomalee und Rangun in Konvois nach Singapur und startete damit die Operation Tiderace. US-Minensucher räumten unterdessen die Zugänge der Hafenstädte und am 2. und 3. September landeten amerikanische Marineinfanteristen in Sabang und auf der Insel Penang.

## Durchführung der Operation Tiderace

### Eintreffen der Flotte

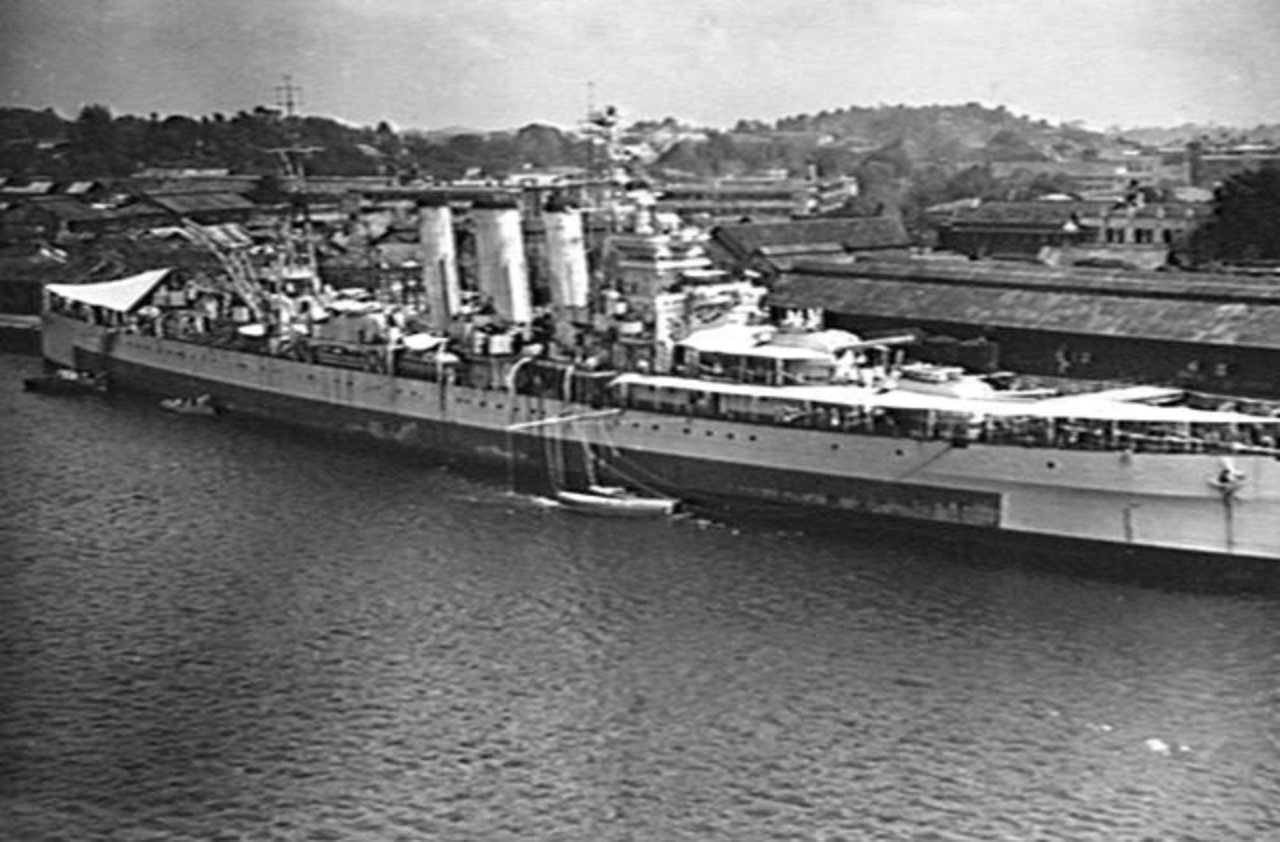
Die Sussex im Hafen von Singapur

Admiral Arthur Power lief am 2. September mit dem Leichten Kreuzer Cleopatra und der indischen Sloop Bengal zusammen mit der der 6. Minensucherflottille in Singapur ein. Zwei Tage darauf folgten der Schwere Kreuzer Sussex mit der 7. Minensucherflottille, dem Zerstörer Vigilant und einem Geleitzug aus Bombay mit dem Führungsschiff Kedah, 26 LCI (L), dem Landungsschiff Dewdale und dem Hospitalschiff Amarapoora. An Bord befanden sich die 5. Indische Division, der kombinierte Operationsstab, hochrangige Offiziere des britischen Militärs und der Vorsitzende der Hafenbehörde von Singapur.
Die britische Streitmacht umfasste insgesamt rund 60.000 Mann. Zur Flotte gehörten unter anderem auch die Schlachtschiffe Nelson und die französische Richelieu, die Geleitträger Ameer, Attacker, Emperor, Empress, Hunter, Khedive und Stalker, weitere 15 Zerstörer, drei Hilfsschiffe der Royal Fleet, drei Lazarettschiffe, 14 Handelsschiffe und insgesamt 43 Landungsschiffe der Infanterie.
Vizeadmiral Cedric Holland hatte den Auftrag mit den Japanern Vorkehrungen für die Besetzung der Insel Singapur zu treffen.
Zwar leisteten die Japaner keinen Widerstand, aber das französische Schlachtschiff Richelieu stieß am 9. September um 7:44 Uhr auf eine Magnetmine, als es die Straße von Malakka hinunterfuhr. Es kam schließlich am 11. September um die Mittagszeit beschädigt in Singapur an.
Unterdessen sorgten im Hinterland Einheiten der Royal Air Force innerhalb von 24 Stunden für die Sicherung der Flugplätze Changi, Kallang, Seletar und Tengah.

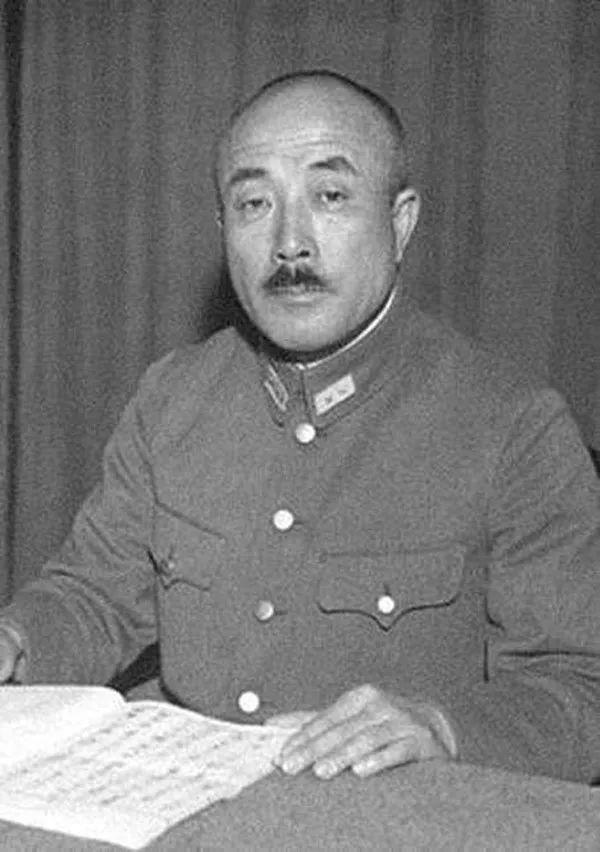
General Itagaki Seishirō

### Japanische Reaktion
Schon am 20. August hatte General Itagaki Seishirō, der Kommandant in Singapur, Mountbatten signalisiert, dass er sich an die Entscheidung seines Kaisers halten würde und war bereit, Anweisungen für die japanische Kapitulation Singapurs entgegenzunehmen. Daher hatte Mountbatten guten Grund zu der Annahme, dass die Japaner in Malaya und Singapur kampflos kapitulieren würden und hatte die Flotte nicht mit Offensivwaffen bestückt.
Itagaki hatte zunächst die Kapitulation verweigert und stattdessen der 25. Armee, der Teil der 7. Regionalarmee, die Singapur verteidigte, befohlen, Widerstand zu leisten, wenn die Alliierten einträfen. Es gab sogar einen geheimen Plan alle alliierten Kriegsgefangenen auf der Insel zu massakrieren. Drei Tage nach der Ankündigung des japanischen Kaisers am 15. August flog Itagaki jedoch von Singapur nach Saigon, um sich mit seinem Oberbefehlshaber Feldmarschall Graf Terauchi Hisaichi, Kommandeur der japanischen Südarmee, zu beraten. Terauchi konnte Itagaki schließlich vom Sinn der Kapitulation überzeugen, der daraufhin sein Einverständnis an Mountbatten schickte.
Nach der Bekanntgabe veranstalteten an diesem Abend mehr als 300 japanische Offiziere und Soldaten eine Abschiedsparty in einer der Lounges im Raffles Hotel in Singapur. Kurz danach verübten sie in ihren Zimmern Sepukku. Ein ganzer japanischer Zug zog später die Stifte von ihren Handgranaten und sprengte sich in die Luft.

### Japanische Kapitulation

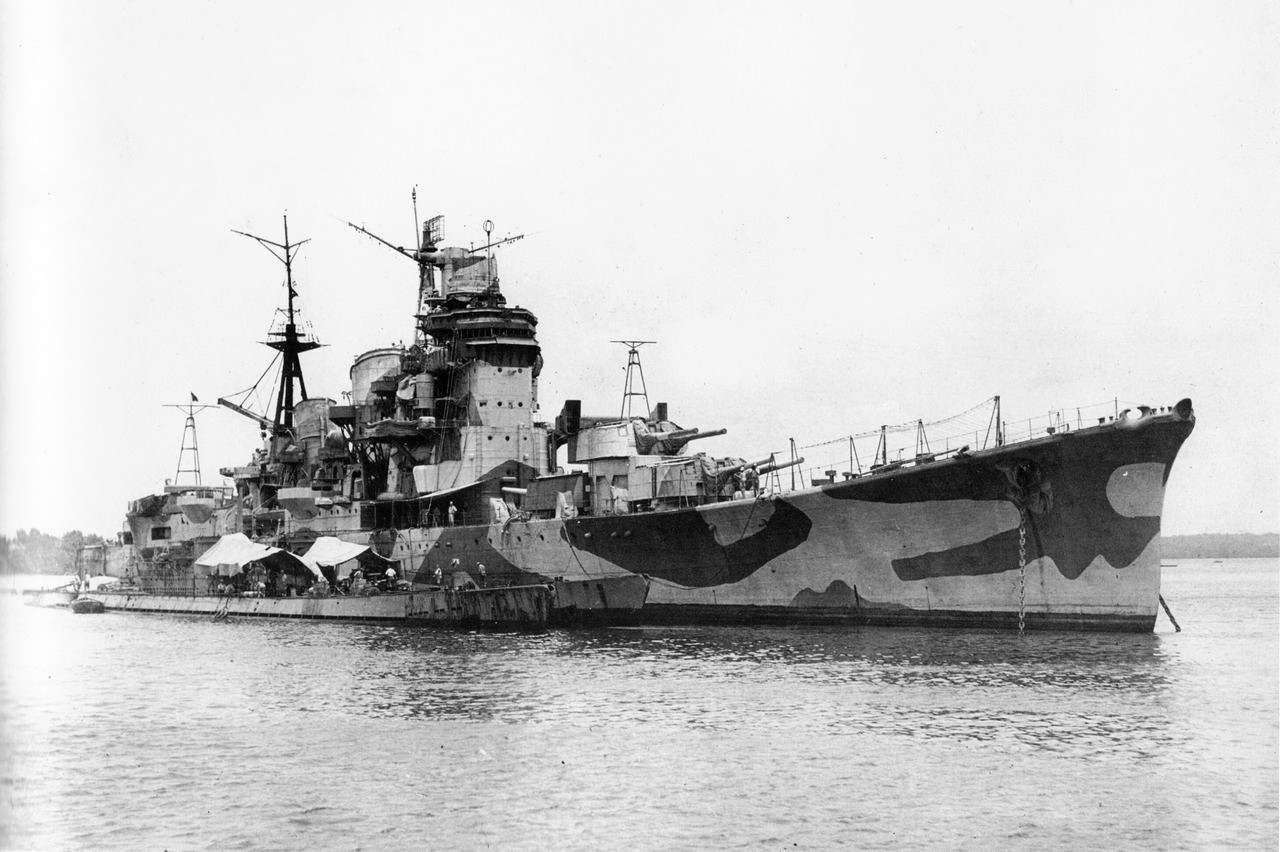
Der am Heck beschädigte japanische Kreuzer Myōkō nach der Übergabe an die Briten. Die beiden längsseits festgemachten U-Boote waren I-501 (ehem. deutsches U-181) und I-502 (ehem. deutsches U-862).

In Begleitung von Vizeadmiral Fukudome Shigeru und seinen Adjutanten begab sich General Itagaki am 4. September an Bord der Sussex, die im Hafen von Keppel lag. Dort sollte die Kapitulation besprochen werden. Die Delegation wurde von Generalleutnant Sir Philip Christison und Generalmajor Robert Mansergh empfangen. Zwar verliefen die Verhandlungen etwas angespannt, aber bis 18:00 Uhr hatten die Japaner ihre Streitkräfte auf der Insel aufgegeben. Etwa 77.000 japanische Truppen aus Singapur wurden gefangen genommen, sowie weitere 26.000 in Malaya. Die Schweren Kreuzer Myōkō und Takao sowie die ehemaligen deutschen U-Boote I-501 und I-502 wurden den Briten übergeben.

### Geldentwertung durch die Briten
Am 7. September, erklärte die britische Militärverwaltung, dass abgesehen von 1.000- und 10.000-Dollar-Scheinen, die abgegeben und abgerechnet werden müssten, alle Banknoten und Münzen aus der Vorkriegszeit aus British-Malaya und den Straits Settlements gesetzliches Zahlungsmittel seien. So wurde über Nacht das Geld des japanischen Militärs, der Militär-Yen, wertlos. Am Folgetag stieg Rindfleisch, das für 20 Cent pro Kati (entspricht 605 g), oder 150 Militär-Yen auf dem Schwarzmarkt gekauft werden konnte, auf 1.000 Militär-Yen. Am übernächsten Tag, als die ganze Tragweite der Nachricht bekannt war, akzeptierte niemand mehr den Militär-Yen. Am 10. September waren alle Geschäfte, Imbissbuden und Märkte in Singapur geschlossen.

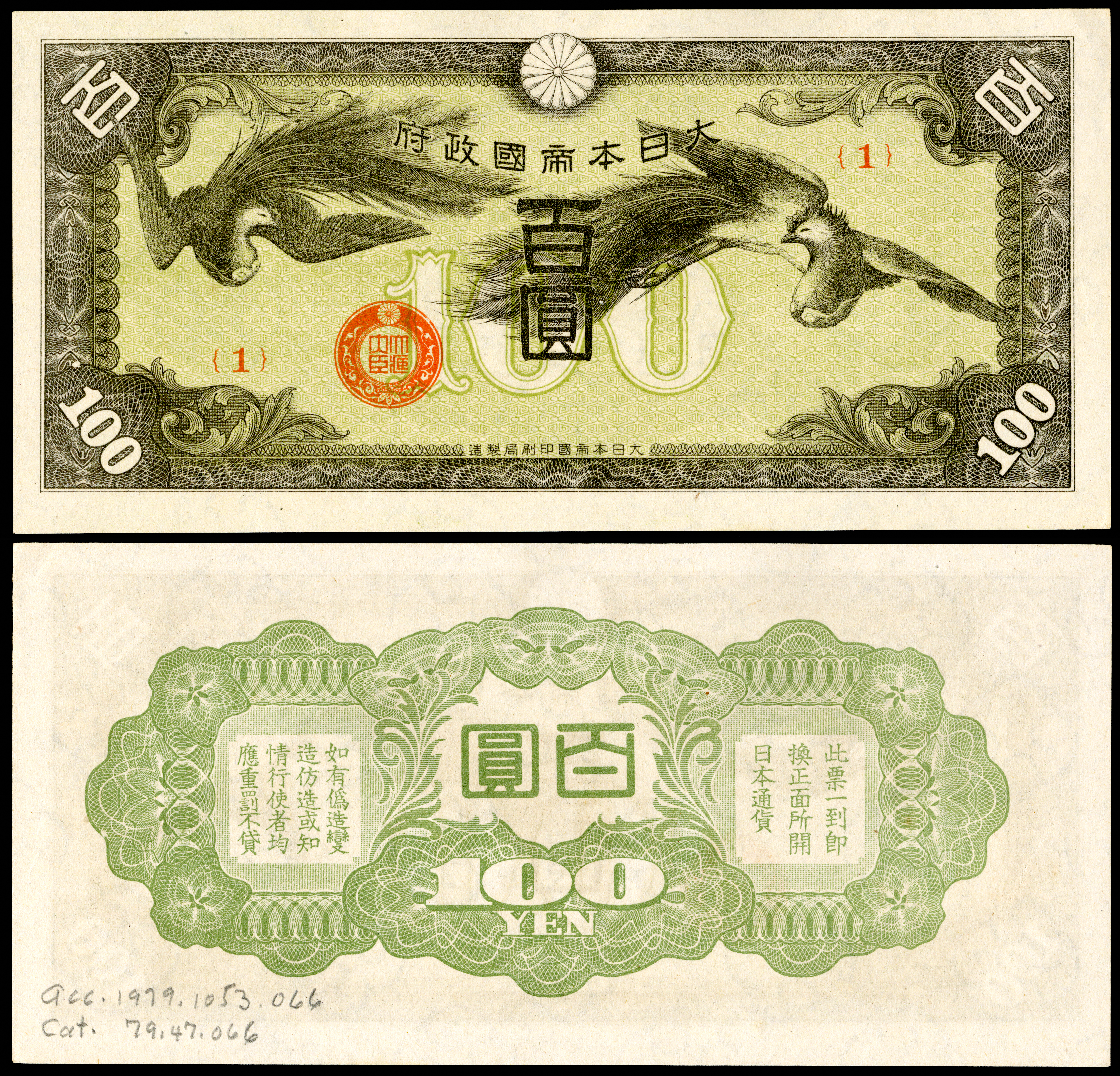
100 Militär-Yen

Die britische Militärverwaltung reagierte schnell auf diese Krise. Sie gab gegenüber Reportern bekannt, dass große Mengen von Straits-Dollarnoten verfügbar seien, dass jeder Gehaltsvorschüsse erhalten würde und die alliierten Soldaten bereits ihre lokalen Dollars ausgeben würden, so dass bald reichlich legale Währung im Umlauf sein würde. Gleichzeitig begann sie mit der Verteilung der ersten kostenlosen Rationen von Reis, Zucker und Speisesalz.

### Die formelle Kapitulation
Itagaki traf seine Generäle und leitenden Angestellten am Abend des 11. September in seinem Hauptquartier und teilte ihnen mit, dass sie den Anweisungen zur Kapitulation Folge leisten und den Frieden wahren müssten.
Am 12. September 1945 fand dann die formelle japanische Kapitulation im Rathaus von Singapur unter großer Anteilnahme der Bevölkerung statt. Britische Royal Marines säumten die Straßen und Menschenmengen füllten den Padang-Platz.

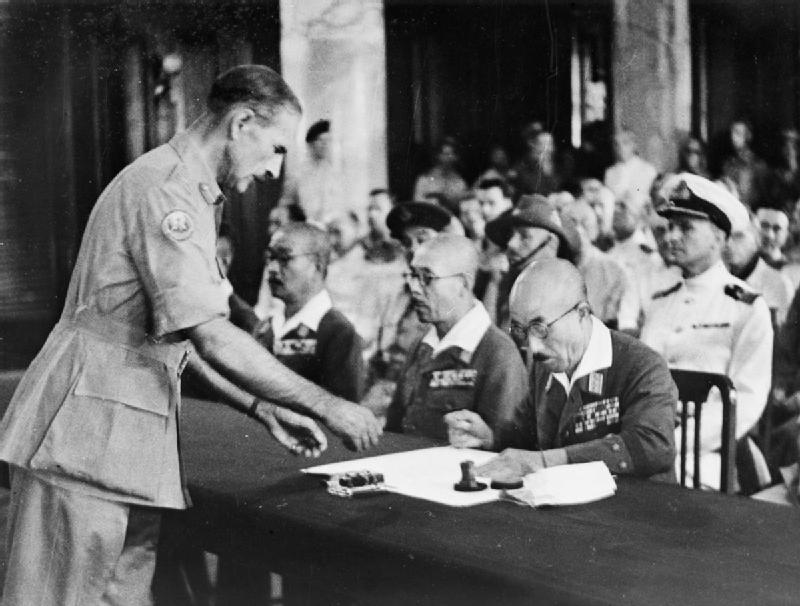
Unterzeichnung der formellen Kapitulation am 12. September 1945

General Itagaki vertrat Feldmarschall Graf Terauchi Hisaichi, der zuvor einen Schlaganfall erlitten hatte. Er signierte die elf Exemplare der Kapitulationsurkunde mit dem großen quadratischen Siegel der japanischen Armee sowie seinem persönlichen Siegel. Lord Louis Mountbatten nahm die Kapitulation entgegen.
Eine britische Militärverwaltung wurde gebildet, um die Insel bis März 1946 zu regieren. Itagaki reiste kurz darauf nach Japan ab, um sich seinem Prozess zu stellen. 1948 wurde er von einem Militärtribunal als Kriegsverbrecher zum Tode verurteilt. Itagaki Seishirō wurde am 23. Dezember 1948 im Sugamo-Gefängnis in Tokio gehängt.